# Комисија за супротстављање покушајима фалсификовања историје на штету Русије
Комисија за супротстављање покушајима фалсификовања историје на штету Русије формирана је указом председника Русије No 549, од 15. маја 2009, а имала је за циљ да „изврши ревизију историје Русије“, и из ње отклони све фалсификате.
Комисија је укинута 14. фебруара 2012, када је новим председничким указом ранији указ из 2009. стављен ван снаге.

## Доношење указа
Након Другог конгреса историчара (Второй международный конгресс „Докирилловская славянская письменность и дохристианская славянская культура“) одржаног у Санкт Петербургу (од 12—14. маја 2009. године), председник Руске Федерације Дмитриј Медведев, потписао је Указ, о формирању комисије која има за циљ да изврши ревизију историје Русије и из ње отклони све фалсификате.

## Састав Комисије председника
Состав Комиссии при Президенте Российской Федерации по противодействию попыткам фальсификации истории в ущерб интересам России:
1. Нарышкин С. Е. - Руководитель Администрации Президента Российской Федерации (председатель Комиссии)
2. Калина И. И. - заместитель Министра образования и науки Российской Федерации (заместитель председателя Комиссии)
3. Сирош И. И. - помощник Руководителя Администрации Президента Российской Федерации (заместитель председателя Комиссии)
4. Демидов И. И. - начальник департамента Управления Президента Российской Федерации по внутренней политике (ответственный секретарь Комиссии)
5. Алханов А. Д. - заместитель Министра юстиции Российской Федерации
6. Бусыгин А. Е. - заместитель Министра культуры Российской Федерации
7. Бутко Е.Я. - заместитель руководителя Рособразования
8. Винокуров C.Ю. - начальник Управления Президента Российской Федерации по межрегиональным и культурным связям с зарубежными странами
9. Дергачев В. В. - заместитель директора ФСТЭК России, ответственный секретарь Межведомственной комиссии по защите государственной тайны
10. Затулин К. Ф. - первый заместитель председателя Комитета Государственной Думы по делам Содружества Независимых Государств и связям с соотечественниками (по согласованию)
11. Зимаков В. А. - начальник службы СВР России
12. Камболов М. А. - заместитель руководителя Роснауки
13. Козлов В. П. - руководитель Росархива
14. Макаров Н. Е. - начальник Генерального штаба Вооруженных Сил Российской Федерации - первый заместитель Министра обороны Российской Федерации
15. Марков С. А. - заместитель председателя Комитета Государственной Думы по делам общественных объединений и религиозных организаций (по согласованию)
16. Назаренко В. П. - заместитель начальника Управления Президента Российской Федерации по внешней политике
17. Нарочницкая Н. А. - президент Фонда изучения исторической перспективы (по согласованию)
18. Повалко А. Б. - заместитель руководителя Росмолодежи
19. Романченко А.Ю. - заместитель руководителя Роспечати
20. Сахаров А. Н. - директор Института российской истории Российской академии наук (по согласованию)
21. Сванидзе Н. К. - председатель Комиссии по межнациональным отношениям и свободе совести Общественной палаты Российской Федерации (по согласованию)
22. Соболев В. А. - заместитель Секретаря Совета Безопасности Российской Федерации
23. Титов В. Г. - заместитель Министра иностранных дел Российской Федерации
24. Торшин А. П. - первый заместитель Председателя Совета Федерации Федерального Собрания Российской Федерации (по согласованию)
25. Христофоров B.C. - начальник управления ФСБ России
26. Чубарьян А. О. - директор Института всеобщей истории Российской академии наук (по согласованию)
27. Шабанов Я. В. - начальник Референтуры Президента Российской Федерации
28. Шипов С. В. - директор департамента Минрегионразвития России